# Suillia nemorum
Suillia nemorum – gatunek muchówki z rodziny błotniszkowatych.
Gatunek ten opisany został w 1830 roku przez Johanna Wilhelma Meigena jako Helomyza nemorum.
Muchówka o ciele długości od 5 do 6 mm. Czułki mają aristę porośniętą włoskami. Tułów jej cechują bardzo drobne włoski w dolnej części propleurów, owłosione pteropleury i dolna strona tarczki oraz mezopleury owłosione z wyjątkiem nagich kątów przednio-dolnych. Skrzydła mają przyciemnione żyłki poprzeczne oraz końce żyłek podłużnych. Narządy rozrodcze samca charakteryzuje prawy edyt szerszy niż lewy i o prostym przednim kącie przypodstawowym.
Owad znany z Hiszpanii, Holandii, Niemiec, Danii, Szwecji, Norwegii, Szwajcarii, Austrii, Włoch, Polski, Łotwy, Czech, Słowacji, Węgier, Ukrainy, Rumunii, Bułgarii, Rosji (z Syberią włącznie) oraz Ameryki Północnej.